# Nina Bang
Nina Henriette Wendeline Bang de soltera Ellinger (Copenhague, 6 de octubre de 1866-Copenhague, 25 de marzo de 1928) fue una historiadora y política danesa, integrante del partido socialdemócrata. Fue una de las primeras danesas en conseguir un título académico. Tuvo una larga trayectoria política y en 1924 fue nombrada ministra de Educación de Dinamarca, convirtiéndose en la primera mujer en asumir el cargo de ministra en un gobierno reconocido internacionalmente. Dimitió junto a todo el gobierno de Thorvald Stauning en 1926. 

## Biografía
Bang nació en Copenhague el seno de una familia modesta de clase media caracterizada por actitudes burguesas y conservadoras. Sus padres eran inmigrantes alemanes y el padre subsistía como trompetista en el ejército. Era la séptima de los nueve hijos de Heinrich August David Ellinger y Charlotte Ida Friedericke Preuss. En 1868, cuando Nina tenía apenas dos años, su padre fue nombrado director de una orquesta militar y la familia se trasladó a Elsinore una ciudad portuaria próxima a Suecia que le inspiró más tarde en su especialización como historiadora.  Su madre murió pronto, pero a pesar de la difícil situación económica todos los hijos fueron a una escuela privada y varias de sus hermanas trabajaron como maestras. Uno de sus hermanos, el político y físico Heinrich Oscar Günther Ellinger era miembro del Landsting por el partido conservador Højre. Ella, sin embargo se adhirió al marxismo mientras estudiaba historia en la Universidad de Copenhague en la década de 1890 y su compromiso político le llevó hacia la lucha sindical y la socialdemocracia. Se graduó en 1894, siendo una de las primeras mujeres en Dinamarca en obtener un título académico. Durante la época universitaria conoció al que sería su marido Gustav Bang, también estudiante de historia, con el que realizó numerosas colaboraciones trabajando sobre marxismo y socialismo. En 1892 publicaron una historia danesa para escolares sobre la base histórico-materialista.

### Trayectoria como historiadora
En su formación como historiadora se había especializado en el comercio del siglo XVI, específicamente en los extensos registros depositados en el Archivo Nacional de Dinamarca sobre los peajes recaudados en los estrechos daneses conservados en el castillo de Kronborg desde la década de 1420 hasta 1857. Bang investigó los registros de los barcos que pasaban por Oresund, el tipo y el valor de su carga a través de los siglos, documentos únicos en la historia económica de Inglaterra, Países Bajos, la Liga Hanseática y los Países bálticos. Con su visión marxista de la historia las cuentas de las aduanas arrojaban luz sobre el papel fundamental de la economía en la sociedad. El proyecto le ocupó durante casi toda su vida interrumpiéndolo sólo en el periodo en el que fue ministra. La numerosa cantidad de documentos que dio lugar a la publicación de siete volúmenes. Bang fue responsable de la publicación de los dos primeros: Tabeller over Skibsfart og Varetransport gennem Øresund (del inglés: Tables of Shipping and Transport of Goods through the Sound) en 1906 y 1922 y tras su muerte la publicación fue asumida por el economista Knud Korst, siendo completado en la década de los 50.

### Trayectoria política
Nina y Gustav Bang se casaron en 1895, el mismo año en el que se convirtieron en los primeros académicos en unirse al Partido Socialdemócrata creado en 1871. Para ambos, la filosofía marxista se convirtió en el principio rector de su trabajo político. Gustav fue considerado el primer político danés en tener un conocimiento profundo del marxismo, analizando la sociedad danesa y sus tendencias de desarrollo desde el punto de vista marxista. Nina, desde 1898 también trabajó para la revista del Partido Socialdemócrata. En los primeros años escribió especialmente sobre las condiciones de los trabajadores bajo el capitalismo. Más tarde se ocupó de áreas de política comercial como la especulación y cuestiones de política exterior, especialmente sobre la I Guerra Mundial. También realizó traducciones de obras de Marx, y junto a Emil Wiinblad publicó en 1915 La vida de la clase obrera y su lucha con artículos seleccionados por Gustav Bang quien había muerto a principios de año. En 1918 escribió una biografía de Karl Marx.
En 1903 se incorporó al comité ejecutivo del partido siendo la única mujer hasta la llegada de Marie Nielsen en 1918. Sólo tres mujeres habían sido previamente miembros brevemente: Jaquette Liljencrantz, Signe Andersen y Nelly Hansen. Permaneció en la ejecutiva hasta su muerte en 1928.
De 1913 a 1918 fue concejala en el Ayuntamiento de Copenhague ocupándose de cuestiones económicas y sociales y participando en numerosas conferencias internacionales. Participó en la Conferencia Internacional de Berna y como delegada danesa en el Congreso Socialista de Budapest. También participó en Hamburgo en 1923 en la reunión en la que se creó la Internacional Obrera Socialista. No pudo asistir por sus obligaciones como ministra al Congreso de Marsella que tuvo especial repercusión en el ámbito del feminismo socialista aunque fue una de las dos delegadas de Dinamarca en el Comité Internacional de Mujeres.
Bang fue la primera candidata socialista danesa en entrar en el Parlamento en 1918 tras la aprobación del sufragio femenino en la Constitución de Dinamarca de 1915 y fue reelegida en 1920 y 1924.
En 1924 Thorvald Stauning fue nombrado primer ministro de Dinamarca y en el primer gobierno del socialdemócrata Bang fue nombrada ministra de Educación, siendo la primera mujer en asumir el puesto de ministra en Dinamarca y una de las primeras en el mundo. La prioridad de Bang como ministra fueron democratizar el sistema escolar y mejorar la formación del profesorado.
En 1924 Bang despertó una gran conmoción durante la celebración del 50.º aniversario del nuevo edificio del Teatro Real de Copenhague. Se había prohibido que se ejecutara la obertura de Elvehøj y por tanto el himno real, el Kong Kristian pero un grupo de estudiantes desafió la prohibición y cantó el himno dirigiéndose directamente al rey Cristián X de Dinamarca. Bang se negó a ponerse de pie como la tradición dictaba y como todo el público hizo. Algunos de los otros ministros tenían problemas para decidir si debían sentarse o estar de pie, pero solo Bang se mantuvo sentada durante el tiempo que duró la interpretación del himno.
Como política, fue considerada inflexible y agresiva, características que le valieron el apodo de "Nuestra Señora de Dinamarca" y "el único hombre real en el gobierno"
Cuando el gobierno de Stauning dimitió en 1926 por estar en minoría, de Bang continuó como miembro del Landsting pero debido a su enfermedad tuvo una presencia limitada. Murió en 1928 a los sesenta y un años  de edad. Pasarían más de veinte años antes de que se nombrara en el gobierno a otra ministra, Fanny Jensen en 1947.

## Posición sobre los derechos de las mujeres
Nina Bang se preocupó especialmente por las mujeres trabajadoras y contribuyó al desarrollo de la política sobre la situación de las mujeres del partido pero para ella la cuestión de clase era primordial y no se identificó con las posiciones feministas. Consideraba que los problemas específicos de las mujeres formaban parte de la lucha política general ya que muchas mujeres se encontraban entre los desfavorecidos de la sociedad. Por ello se opuso a las organizaciones independientes de mujeres, por ejemplo dentro del partido, sin embargo trabajó para fortalecer los sindicatos de mujeres y apoyó el que las mujeres se organizaran profesional y políticamente.
Apoyó la lucha por el sufragio femenino y cuando se logró animó a las mujeres a ejercerlo. Se distanció sin embargo del movimiento de mujeres burguesas dado que consideraba que no beneficiaría a las mujeres trabajadoras y se opuso a que las "damas burguesas" llamaran a su causa "la causa de las mujeres" ya que no hablaban en nombre de todas.
Aunque no apoyó a las organizaciones independientes de mujeres en el partido en la década de los años 1970 uno de los grupos de mujeres socialdemócratas llevó su nombre. 
En 1999 en el 75 aniversario del su nombramiento como ministra se instituyó el Premio Nina Bang que se otorga anualmente a una joven política.